# 羅俊 (1854年)
羅俊（1854年—1915年），又名璧，字俊江、俊卿、秀臣，日治臺灣嘉義廳他里霧堡五間厝（今雲林縣斗南鎮附近）人，西來庵事件參與人。

## 生平
羅俊幼讀四書五經，精通漢文，曾為私塾教師，曾參與科舉，不第。又習岐黃。通占卜之術，閒時為人算命、堪輿。
1896年日軍至臺，羅俊為日方保良局書記，後因不滿辜顯榮而離職。
1900年抗日失敗，被官方通緝，偷渡至中國大陸，在閩南各大寺廟修禪。曾化名賴俊卿、賴秀、賴乘。一度返臺，發覺妻子改嫁，三個兒子都死亡了，所有房地產都被親人侵佔，家破人亡，所以心灰意冷再次回到中國大陸。
1914年，在廈門聽聞余清芳在臺南西來庵扶乩，借五福王爺之名收聚徒眾，預備起事。羅俊返臺參與抗日密謀。
1915年，羅俊與江定、余清芳等人一同發動西來庵抗日事件，武裝起义，事洩，被總督府遣警察圍捕，羅俊拚死抵抗，將警員拇指咬斷，但寡不敵眾，最終被捕。法院判決死刑，處決，享年62歲。
與之西來庵事件同謀的人士有：余清芳、江定、張重三、蘇東海、蕭大成等。